# Temporada 1965-66 de los St. Louis Hawks
La temporada 1965-66 fue la decimoséptima de los St. Louis Hawks en la NBA. La temporada regular acabó con 36 victorias y 44 derrotas, ocupando el tercer puesto de la División Oeste, logrando clasificarse para los playoffs, cayendo en las finales de división ante Los Angeles Lakers.

## Elecciones en elDraft
| Ronda | Puesto | Jugador        | Posición  | Nacionalidad   | Universidad |
| ----- | ------ | -------------- | --------- | -------------- | ----------- |
| 1     | 6      | Jim Washington | Ala-Pívot | Estados Unidos | Villanova   |
| 3     | 23     | Ken McIntyre   |           | Estados Unidos | St. John's  |
| 4     | 32     | Lynn Nance     |           | Estados Unidos | Washington  |

## Temporada regular
| División Oeste         | División Oeste | División Oeste | División Oeste | División Oeste | División Oeste | División Oeste | División Oeste | División Oeste |
| Equipo                 | G              | P              | %              | PD             | Casa           | Fuera          | Neutral        | Div            |
| ---------------------- | -------------- | -------------- | -------------- | -------------- | -------------- | -------------- | -------------- | -------------- |
| x-Los Angeles Lakers   | 45             | 35             | .563           | –              | 28–11          | 13–21          | 4–3            | 29–11          |
| x-Baltimore Bullets    | 38             | 42             | .475           | 7              | 29–9           | 4–25           | 5–8            | 20–20          |
| x-St. Louis Hawks      | 36             | 44             | .450           | 9              | 22–10          | 6–22           | 8–12           | 19–21          |
| San Francisco Warriors | 35             | 45             | .438           | 10             | 12–14          | 8–19           | 15–12          | 21–19          |
| Detroit Pistons        | 22             | 58             | .275           | 23             | 13–17          | 4–22           | 5–19           | 11–29          |

## Playoffs

### Semifinales de División
Baltimore Bullets - St. Louis Hawks
| Fecha       | Partido                                    | Ciudad    |
| ----------- | ------------------------------------------ | --------- |
| 24 de marzo | Baltimore Bullets 111, St. Louis Hawks 113 | Baltimore |
| 27 de marzo | Baltimore Bullets 100, St. Louis Hawks 105 | Baltimore |
| 30 de marzo | St. Louis Hawks 121, Baltimore Bullets 112 | St. Louis |
|             | St. Louis gana las series 3-0              |           |

### Finales de División
Los Angeles Lakers - St. Louis Hawks
| Fecha       | Partido                                     | Ciudad      |
| ----------- | ------------------------------------------- | ----------- |
| 1 de abril  | Los Angeles Lakers 129, St. Louis Hawks 106 | Los Ángeles |
| 3 de abril  | Los Angeles Lakers 125, St. Louis Hawks 116 | Los Ángeles |
| 6 de abril  | St. Louis Hawks 120, Los Angeles Lakers 113 | St. Louis   |
| 9 de abril  | St. Louis Hawks 95, Los Angeles Lakers 107  | St. Louis   |
| 10 de abril | Los Angeles Lakers 100, St. Louis Hawks 112 | Los Ángeles |
| 13 de abril | St. Louis Hawks 131, Los Angeles Lakers 127 | St. Louis   |
| 15 de abril | Los Angeles Lakers 130, St. Louis Hawks 121 | Los Ángeles |
|             | Los Angeles Lakers gana las series 4-3      |             |

## Estadísticas
| Rk | Jugador        | Edad | P  | PT | MP   | TC  | TCI  | %TC  | TL  | TLI | %TL  | RB   | AS  | FP  | PTS  |
| 1  | Lenny Wilkens  | 28   | 69 |    | 39.0 | 6.0 | 13.8 | .431 | 6.1 | 7.7 | .793 | 4.7  | 6.2 | 3.6 | 18.0 |
| 2  | Zelmo Beaty    | 26   | 80 |    | 38.4 | 7.7 | 16.3 | .473 | 5.3 | 7.0 | .758 | 13.6 | 1.6 | 4.3 | 20.7 |
| 3  | Bill Bridges   | 26   | 78 |    | 34.3 | 4.8 | 11.9 | .407 | 3.3 | 4.7 | .706 | 12.2 | 2.7 | 4.3 | 13.0 |
| 4  | Richie Guerin  | 33   | 80 |    | 29.5 | 5.2 | 12.5 | .415 | 4.5 | 5.6 | .812 | 3.9  | 4.9 | 3.2 | 14.9 |
| 5  | Cliff Hagan    | 34   | 74 |    | 25.0 | 5.7 | 12.7 | .445 | 2.4 | 2.8 | .854 | 3.2  | 2.2 | 2.4 | 13.7 |
| 6  | Joe Caldwell   | 24   | 46 |    | 24.8 | 5.8 | 13.0 | .447 | 2.6 | 3.6 | .717 | 5.3  | 1.3 | 3.0 | 14.2 |
| 7  | Chico Vaughn   | 25   | 19 |    | 23.4 | 3.8 | 10.1 | .375 | 2.4 | 3.3 | .742 | 2.4  | 1.9 | 2.1 | 10.0 |
| 8  | John Barnhill  | 27   | 31 |    | 22.3 | 3.4 | 7.8  | .428 | 1.7 | 2.8 | .628 | 2.9  | 2.7 | 1.9 | 8.5  |
| 9  | Rod Thorn      | 24   | 46 |    | 20.1 | 3.5 | 8.4  | .423 | 1.7 | 2.5 | .690 | 2.4  | 1.8 | 1.7 | 8.8  |
| 10 | Jim Washington | 22   | 65 |    | 17.0 | 2.4 | 6.0  | .402 | 1.0 | 1.8 | .567 | 5.4  | 0.7 | 2.7 | 5.9  |
| 11 | John Tresvant  | 26   | 15 |    | 14.2 | 2.5 | 5.2  | .474 | 1.8 | 2.1 | .844 | 5.7  | 0.7 | 2.9 | 6.7  |
| 12 | Jeff Mullins   | 23   | 44 |    | 13.3 | 2.6 | 6.7  | .382 | 0.7 | 0.8 | .806 | 1.6  | 1.5 | 1.5 | 5.8  |
| 13 | Paul Silas     | 22   | 46 |    | 12.7 | 1.5 | 3.8  | .405 | 0.8 | 1.3 | .574 | 5.1  | 0.5 | 1.6 | 3.8  |
| 14 | Gene Tormohlen | 28   | 71 |    | 10.9 | 2.0 | 4.6  | .444 | 0.8 | 1.2 | .659 | 4.4  | 0.8 | 1.9 | 4.8  |
| 15 | Mike Farmer    | 29   | 9  |    | 8.8  | 1.4 | 3.3  | .433 | 0.4 | 0.6 | .800 | 2.0  | 0.7 | 1.1 | 3.3  |

## Galardones y récords
| Jugador     | Galardón |
| Zelmo Beaty | All-Star |